# Stipe Drviš
Stipe Drviš, in Deutschland bekannt unter dem Namen Stipe Drews, (* 8. Juni 1973 in Makarska, SR Kroatien) ist ein ehemaliger kroatischer Profiboxer. Er war EBU-Europameister und WBA-Weltmeister im Halbschwergewicht.
Als Amateur war er unter anderem Teilnehmer der Olympischen Sommerspiele 1996 in Atlanta.

## Amateurkarriere
Stipe Drviš boxte für den BK Pula und wurde 1994 erstmals Kroatischer Meister im Halbschwergewicht. Bei den Olympischen Sommerspielen 1996 in Atlanta besiegte er John Douglas aus Guyana und Timur Ibragimow aus Usbekistan, ehe er im Viertelfinale mit 11:14 gegen den Südkoreaner Lee Seung-bae ausschied. 1997 gewann er die Silbermedaille im Halbschwergewicht bei den Mittelmeerspielen in Bari.
Zudem war er Teilnehmer der Weltmeisterschaft 1995 in Berlin und 1997 in Budapest, sowie der Europameisterschaft 1996 in Vejle.

## Profikarriere
Stipe Drviš bestritt seine Profikarriere von Mai 1999 bis Dezember 2007 und stand beim Hamburger Boxstall Universum Box-Promotion unter Vertrag, wo er von Valentin Silaghi und Michael Timm trainiert wurde.
Er blieb in 26 Kämpfen ungeschlagen, wurde am 1. Oktober 2000 Internationaler Deutscher Meister (BDB), am 23. November 2002 Interkontinentaler Meister (IBF) und am 8. Februar 2003 Europameister (EBU).
In einem WBC-Titelausscheidungskampf verlor er am 15. August 2004 in Sydney gegen Paul Briggs, wurde jedoch am 18. Juni 2005 Interkontinentaler Meister (WBO) und am 7. Januar 2006 erneut EBU-Europameister.
Am 28. April 2007 boxte er in Oberhausen um die WBA-Weltmeisterschaft im Halbschwergewicht und siegte einstimmig nach Punkten gegen Silvio Branco. Er verlor den Gürtel jedoch am 16. Dezember 2007 in Perth, in seiner ersten Titelverteidigung, einstimmig nach Punkten an Danny Green.